# Irische Badmintonmeisterschaft
Die Irischen Meisterschaften im Badminton werden seit 1912 ausgetragen und gehören damit zu den dienstältesten Titelkämpfen im Badminton überhaupt. Das Turnier pausierte während des Ersten und Zweiten Weltkriegs. In den Anfangsjahren wurden nicht immer alle fünf Einzeldisziplinen ausgespielt. Internationale Titelkämpfe gibt es in Irland schon seit 1902. Juniorenmeisterschaften sind seit 1988 dokumentiert, Mannschaftsmeisterschaften seit 1971. Zuvor wurden jährliche Mannschaftsvergleichskämpfe zwischen Ulster und Leinster ausgetragen.

## Die Titelträger
| Saison    | Herreneinzel         | Dameneinzel        | Herrendoppel                              | Damendoppel                      | Mixed                           |
| --------- | -------------------- | ------------------ | ----------------------------------------- | -------------------------------- | ------------------------------- |
| 1912      | Bob Lambert          | H. Pigot           | Frederick A. Kennedy F. O’B. Kennedy      | nicht ausgetragen                | nicht ausgetragen               |
| 1913      | nicht ausgetragen    | Robert Plews       | Arthur Cave Thomas D. Good                | nicht ausgetragen                | Bob Lambert Nora Lambert        |
| 1914      | Frederick A. Kennedy | E. F. Stewart      | Frederick A. Kennedy F. O’B. Kennedy      | nicht ausgetragen                | nicht ausgetragen               |
| 1915 1919 | nicht ausgetragen    | nicht ausgetragen  | nicht ausgetragen                         | nicht ausgetragen                | nicht ausgetragen               |
| 1920      | G. S. B. Mack        | nicht ausgetragen  | nicht ausgetragen                         | nicht ausgetragen                | nicht ausgetragen               |
| 1921      | nicht ausgetragen    | E. F. Stewart      | nicht ausgetragen                         | nicht ausgetragen                | nicht ausgetragen               |
| 1922      | G. S. B. Mack        | nicht ausgetragen  | nicht ausgetragen                         | nicht ausgetragen                | nicht ausgetragen               |
| 1923      | Frederick A. Kennedy | D. Pilkington      | R. A. J. Goff R. H. Hastings              | M. Homan Stoney                  | Bob Lambert M. Homan            |
| 1924      | keine Daten          | D. Pilkington      | keine Daten                               | D. Anderson D. Pilkington        | keine Daten                     |
| 1925      | G. S. B. Mack        | D. Pilkington      | R. A. J. Goff G. S. B. Mack               | Ada Good Robert Plews            | G. S. B. Mack E. F. Stewart     |
| 1926      | nicht ausgetragen    | nicht ausgetragen  | nicht ausgetragen                         | nicht ausgetragen                | nicht ausgetragen               |
| 1927      | Willoughby Hamilton  | Ada Good           | R. A. J. Goff Willoughby Hamilton         | M. Homan D. Pilkington           | Willoughby Hamilton Ada Good    |
| 1928 1931 | nicht ausgetragen    | nicht ausgetragen  | nicht ausgetragen                         | nicht ausgetragen                | nicht ausgetragen               |
| 1932      | Arthur Hamilton      | Mavis Hamilton     | Arthur Hamilton Blayney Kirkwood Hamilton | Derreen Good Mavis Hamilton      | Arthur Hamilton Mavis Hamilton  |
| 1933      | Arthur Hamilton      | Mavis Hamilton     | Willoughby Hamilton Norman D. Good        | Derreen Good Mavis Hamilton      | Willoughby Hamilton G. Good     |
| 1934      | Willoughby Hamilton  | Mavis Hamilton     | Willoughby Hamilton Norman D. Good        | Norma Stoker Mavis Hamilton      | Norman D. Good Mavis Hamilton   |
| 1935      | Willoughby Hamilton  | Mavis Macnaughton  | Thomas Boyle James Rankin                 | Norma Stoker Mavis Macnaughton   | Thomas Boyle Olive Wilson       |
| 1936      | R. Hanna             | Mavis Macnaughton  | C. H. Maidment E. L. Warren               | Norma Stoker Mavis Macnaughton   | L. Green G. Carty               |
| 1937      | A. G. Trapnell       | Norma Stoker       | G. Paltridge J. Killen                    | Norma Stoker Mavis Macnaughton   | C. H. Maidment Norma Stoker     |
| 1938 1947 | nicht ausgetragen    | nicht ausgetragen  | nicht ausgetragen                         | nicht ausgetragen                | nicht ausgetragen               |
| 1948      | Dennis B. Green      | Barbara Good       | Dennis B. Green Tod Majury                | Nora Conway Barbara Good         | Dennis B. Green V. H. Gillespie |
| 1949      | Jim FitzGibbon       | Barbara Good       | Jim FitzGibbon Frank Peard                | Nora Conway Barbara Good         | Jim FitzGibbon Barbara Good     |
| 1950      | Frank Peard          | B. Curran          | Jim FitzGibbon Frank Peard                | Nora Conway Barbara Good         | Frank Peard Dorothy Donaldson   |
| 1951      | Frank Peard          | Dorothy Donaldson  | Jim FitzGibbon Frank Peard                | Nora Conway Barbara Good         | Frank Peard Dorothy Donaldson   |
| 1952      | Frank Peard          | Jean Lawless       | Jim FitzGibbon Frank Peard                | Nora Conway Barbara Good         | Frank Peard Dorothy Donaldson   |
| 1953      | Frank Peard          | Sheila Moore       | Jim FitzGibbon Frank Peard                | Dorothy Donaldson Jean Lawless   | Frank Peard Dorothy Donaldson   |
| 1954      | James P. Doyle       | E. Abraham         | Jim FitzGibbon Frank Peard                | R. Gibson Yvonne Kelly           | Jim FitzGibbon Barbara Good     |
| 1955      | James P. Doyle       | E. Abraham         | Jim FitzGibbon Frank Peard                | Dorothy Donaldson Jean Lawless   | Frank Peard Dorothy Donaldson   |
| 1956      | James P. Doyle       | Yvonne Kelly       | Desmond Lacey James P. Doyle              | Dorothy Donaldson Jean Lawless   | Desmond Lacey Jean Lawless      |
| 1957      | James P. Doyle       | Yvonne Kelly       | R. S. Love Kenneth Carlisle               | Yvonne Kelly Mary O’Sullivan     | Kenneth Carlisle J. Duncan      |
| 1958      | James P. Doyle       | Yvonne Kelly       | George Henderson Charles McCormack        | Yvonne Kelly Mary O’Sullivan     | George Henderson Jean Sharkey   |
| 1959      | James P. Doyle       | Mary O’Sullivan    | George Henderson Charles McCormack        | Yvonne Kelly Mary O’Sullivan     | Kenneth Carlisle Lena Rea       |
| 1960      | James P. Doyle       | Mary O’Sullivan    | George Henderson Charles McCormack        | Yvonne Kelly Mary O’Sullivan     | Kenneth Carlisle Lena Rea       |
| 1961      | James P. Doyle       | Yvonne Kelly       | Jim FitzGibbon Frank Peard                | Yvonne Kelly Mary O’Sullivan     | Kenneth Carlisle Lena Rea       |
| 1962      | Cyril W. Wilkinson   | Mary O’Sullivan    | Jim FitzGibbon Frank Peard                | Lena McAleese Mary O’Sullivan    | Cyril W. Wilkinson Yvonne Kelly |
| 1963      | Robert Harris        | Mary O’Sullivan    | Cyril W. Wilkinson James P. Doyle         | Yvonne Kelly Mary O’Sullivan     | Cyril W. Wilkinson Yvonne Kelly |
| 1964      | Robert Harris        | Mary O’Sullivan    | Cyril W. Wilkinson James P. Doyle         | Lena McAleese Sue Peard          | Samuel Blair Mary O’Sullivan    |
| 1965      | Robert Harris        | Yvonne Kelly       | Cyril W. Wilkinson Samuel Blair           | Yvonne Kelly Mary Bryan          | Samuel Blair Mary O’Sullivan    |
| 1966      | Robert Harris        | Mary Bryan         | Cyril W. Wilkinson Samuel Blair           | Yvonne Kelly Mary Bryan          | Cyril W. Wilkinson Yvonne Kelly |
| 1967      | John McCloy          | Yvonne Kelly       | Cyril W. Wilkinson Samuel Blair           | Yvonne Kelly Jane Leslie         | Cyril W. Wilkinson Yvonne Kelly |
| 1968      | Robert Harris        | Mary Bryan         | Cyril W. Wilkinson Samuel Blair           | Lena McAleese Joan McCloy        | Kenneth Carlisle Lena McAleese  |
| 1969      | Peter Moore          | Mary Bryan         | Cyril W. Wilkinson Samuel Blair           | Lena McAleese Joan McCloy        | Cyril W. Wilkinson Yvonne Kelly |
| 1970      | Robert Harris        | Maureen Mockford   | Cyril W. Wilkinson Samuel Blair           | Lena McAleese Joan McCloy        | Cyril W. Wilkinson Yvonne Kelly |
| 1971      | Michael Morrow       | Mary Bryan         | Peter Moore Ronnie Reddick                | Yvonne Kelly Mary Bryan          | Cyril W. Wilkinson Yvonne Kelly |
| 1972      | Peter Moore          | Mary Bryan         | David Doherty Clifford McIlwaine          | Yvonne Kelly Mary Bryan          | John McCloy Mary Bryan          |
| 1973      | Colin Bell           | Barbara Beckett    | David Doherty Clifford McIlwaine          | Lena McAleese Sue Peard          | Adrian Bell Barbara Beckett     |
| 1974      | John Taylor          | Barbara Beckett    | David Doherty Clifford McIlwaine          | Barbara Beckett Lena McAleese    | Adrian Bell Barbara Beckett     |
| 1975      | John Taylor          | Barbara Beckett    | Adrian Bell Colin Bell                    | Barbara Beckett F. Cunningham    | Ronnie Reddick Barbara Beckett  |
| 1976      | Adrian Bell          | Barbara Beckett    | Adrian Bell Colin Bell                    | Barbara Beckett F. Cunningham    | John Scott Barbara Beckett      |
| 1977      | John Scott           | Barbara Beckett    | John Scott Frazer Evans                   | Barbara Beckett F. Cunningham    | John Scott Dorothy Cunningham   |
| 1978      | Colin Bell           | Dorothy Cunningham | John Scott Frazer Evans                   | Mary Dinan Wendy Orr             | John Scott Dorothy Cunningham   |
| 1979      | Bill Thompson        | Barbara Beckett    | Bill Thompson Clifford McIlwaine          | Mary Dinan Wendy Orr             | Bill Thompson Barbara Beckett   |
| 1980      | Colin Bell           | Barbara Beckett    | Frazer Evans Brien McKee                  | Barbara Beckett Diane Underwood  | Bill Thompson Barbara Beckett   |
| 1981      | John Taylor          | Lynn McCrave       | Frazer Evans Brien McKee                  | Mary Dinan Nikki Lane            | William Cameron Lynn McCrave    |
| 1982      | Bill Thompson        | Diane Underwood    | Bill Thompson Clifford McIlwaine          | Mary Dinan Wendy Orr             | William Cameron Mary Dinan      |
| 1983      | John Taylor          | Diane Underwood    | Bill Thompson Rikki Keag                  | Mary Dinan Wendy Orr             | John Scott Nikki Lane           |
| 1984      | John Taylor          | Barbara Beckett    | John McArdle Barry Coffey                 | Barbara Beckett Debbie Freeman   | John Scott Nikki Lane           |
| 1985      | Pat Marron           | Ciara Doheny       | John McArdle Barry Coffey                 | Ciara Doheny Holly Lane          | Graham Henderson Nikki Lane     |
| 1986      | Bill Thompson        | Ciara Doheny       | Bill Thompson Rikki Keag                  | Ann O’Sullivan Elaine Doyle      | Graham Henderson Nikki Lane     |
| 1987      | Pat Marron           | Barbara Beckett    | Tommy Reidy Michael O’Meara               | Ann O’Sullivan Elaine Doyle      | Rikki Keag Ann Stephens         |
| 1988      | Liam McKenna         | Maeve Moynihan     | Michael Watt Eugene McKenna               | Ann O’Sullivan Holly Lane        | Peter Ferguson Holly Lane       |
| 1989      | Liam McKenna         | Ciara Doheny       | Rikki Keag Liam McKenna                   | Ann O’Sullivan Holly Lane        | Graham Henderson Holly Lane     |
| 1990      | Liam McKenna         | Ciara Doheny       | Eugene McKenna Michael O’Meara            | Ciara Doheny Ann Stephens        | Eugene McKenna Angela Carr      |
| 1991      | Michael Watt         | Ciara Doheny       | Eugene McKenna Michael O’Meara            | Ciara Doheny Ann Stephens        | Eugene McKenna Angela Carr      |
| 1992      | Michael Watt         | Ciara Doheny       | Peter Ferguson Michael O’Meara            | Ann O’Sullivan Holly Lane        | Peter Ferguson Holly Lane       |
| 1993      | Liam McKenna         | Ciara Doheny       | Nial Gannon Shane Fitzpatrick             | Ann Hawkshaw Maeve Moynihan      | Graham Henderson Jayne Plunkett |
| 1994      | Michael Watt         | Sonya McGinn       | Brian McGowan Donal O’Halloran            | Sian Williams Sonya McGinn       | Bruce Topping Ann Stephens      |
| 1995      | Bruce Topping        | Sian Williams      | Bruce Topping Michael O’Meara             | Ann Stephens Jayne Plunkett      | Bruce Topping Ann Stephens      |
| 1996      | Michael Watt         | Elaine Kiely       | Mark Peard Donal O’Halloran               | Annette Taylor Angela Carr       | Bruce Topping Ann Stephens      |
| 1997      | Michael Watt         | Keelin Fox         | Bruce Topping Michael O’Meara             | Elaine Kiely Caroline O’Sullivan | Bruce Topping Claire Henderson  |
| 1998      | Michael Watt         | Sonya McGinn       | Bruce Topping Michael O’Meara             | Angela Carr Annette Taylor       | Bruce Topping Ann Stephens      |
| 1999      | Michael Watt         | Sonya McGinn       | Mark Peard Donal O’Halloran               | Sonya McGinn Keelin Fox          | Bruce Topping Jayne Plunkett    |
| 2000      | Michael Watt         | Sonya McGinn       | Bruce Topping Mark Topping                | Sonya McGinn Keelin Fox          | Bruce Topping Jayne Plunkett    |
| 2001      | Bruce Topping        | Claire Henderson   | Bruce Topping Mark Topping                | Sian Williams Keelin Fox         | Bruce Topping Jayne Plunkett    |
| 2002      | Michael Watt         | Bing Huang         | Eugene McKenna Graham Henderson           | Bing Huang Keelin Fox            | Donal O’Halloran Bing Huang     |
| 2003      | Ciaran D’Arcy        | Jennie King        | Bruce Topping Mark Topping                | Fiona Glennon Pauline Glennon    | Donal O’Halloran Keelin Fox     |
| 2004      | Ciaran D’Arcy        | Bing Huang         | Bruce Topping Mark Topping                | Ruth Kilkenny Keelin Fox         | Donal O’Halloran Bing Huang     |
| 2005      | Michael Watt         | Erin Keery         | Bruce Topping Mark Topping                | Ruth Kilkenny Keelin Fox         | David Hogan Keelin Fox          |
| 2006      | Scott Evans          | Keelin Fox         | Scott Evans Brian Smyth                   | Chloe Magee Bing Huang           | Donal O’Halloran Bing Huang     |
| 2007      | Scott Evans          | Chloe Magee        | Sam Magee Daniel Magee                    | Karen Bing Chloe Magee           | Donal O’Halloran Karen Bing     |
| 2008      | Scott Evans          | Chloe Magee        | Scott Evans Matthew Gleave                | Karen Bing Chloe Magee           | Sam Magee Chloe Magee           |
| 2009      | Scott Evans          | Chloe Magee        | Sam Magee Matthew Gleave                  | Sandra Lynch Keelin Fox          | Sam Magee Chloe Magee           |
| 2010      | Scott Evans          | Chloe Magee        | Sam Magee Tony Stephenson                 | Karen Bing Keelin Fox            | Sam Magee Chloe Magee           |
| 2011      | Scott Evans          | Chloe Magee        | Sam Magee Tony Stephenson                 | Sinead Chambers Jennie King      | Sam Magee Chloe Magee           |
| 2012      | Scott Evans          | Chloe Magee        | Sam Magee Ian Macbeth                     | Sinead Chambers Jennie King      | Sam Magee Chloe Magee           |
| 2013      | Scott Evans          | Chloe Magee        | Scott David Burnside Conor Hickland       | Sinead Chambers Jennie King      | Sam Magee Chloe Magee           |
| 2014      | Jonathan Dolan       | Chloe Magee        | Jonathan Dolan Sam Magee                  | Caroline Black Sinead Chambers   | Sam Magee Chloe Magee           |
| 2015      | Tony Stephenson      | Chloe Magee        | Joshua Magee Sam Magee                    | Sinead Chambers Jennie King      | Sam Magee Chloe Magee           |
| 2016      | Nhat Nguyen          | Chloe Magee        | Joshua Magee Sam Magee                    | Sinead Chambers Jennie King      | Sam Magee Chloe Magee           |
| 2017      | Nhat Nguyen          | Rachael Darragh    | Joshua Magee Sam Magee                    | Rachael Darragh Chloe Magee      | Sam Magee Chloe Magee           |
| 2018      | Nhat Nguyen          | Rachael Darragh    | Joshua Magee Paul Reynolds                | Sinead Chambers Jennie King      | Ciaran Chambers Sinead Chambers |
| 2019      | Jonathan Dolan       | Kate Frost         | Jonathan Dolan David Walsh                | Rachael Darragh Sara Boyle       | Sam Magee Chloe Magee           |
| 2020      | Nhat Nguyen          | Sara Boyle         | Joshua Magee Paul Reynolds                | Sara Boyle Chloe Magee           | Sam Magee Chloe Magee           |
| 2021      | Nhat Nguyen          | Rachael Darragh    | Joshua Magee Paul Reynolds                | Kate Frost Moya Ryan             | Paul Reynolds Rachael Darragh   |
| 2022      | Jonathan Dolan       | Rachael Darragh    | Joshua Magee Paul Reynolds                | Orla Flynn Jennie King           | Joshua Magee Moya Ryan          |
| 2023      | Nhat Nguyen          | Sophia Noble       | Joshua Magee Paul Reynolds                | Kate Frost Moya Ryan             | Joshua Magee Moya Ryan          |
| 2024      | Nhat Nguyen          | Sophia Noble       | Joshua Magee Paul Reynolds                | Kate Frost Sophia Noble          | Joshua Magee Moya Ryan          |
| 2025      | Dylan Noble          | Sophia Noble       | Scott Guildea Paul Reynolds               | Paige Woods Rachael Woods        | Joshua Magee Moya Ryan          |

1. ↑  Von 1981 bis 2001 publizieren Badminton Europe, Tournamentsoftware und Badminton Ireland unterschiedliche Gewinner. Originalnachweise werden benötigt.